# 일본군 위안부 기억의 터
일본군 위안부 기억의 터(약칭 : 기억의 터)는 서울특별시 중구 예장동 남산에 있는 공간이다. 2016년에 개장하였다.

## 개요
2016년 서울 남산 아래에 조성된 공간이며 일본군 위안부 피해를 당해왔던 할머니들의 증언록과 일제의 만행 당시 기록을 새겼던 대지의 눈이 있고 이토 히로부미의 앞잡이이자 을사조약을 주도하는데 보조를 맞췄던 하야시 곤스케의 동상이 세워졌던 동상대가 있다.
원래 이 곳은 1905년 을사조약 체결에 따라 설치되었던 통감부의 관저 터로 바로 안중근 의사에게 저격을 당한 이토 히로부미가 1대 조선통감 시절에 조선통감 수행상으로 머물렀던 곳이기도 하였다. 이후 일본 제국 추밀원 의장이 되면서 2대 통감인 소네 아라스케에게 넘겨줄 때까지 머물렀고 1909년 하얼빈 역에서 안중근 의사에게 저격당하게 되었다. 이후 3대 통감이자 초대 조선총독인 데라우치 마사타케가 통감 수행상으로 머물렀고 1910년 이 곳에서 이완용과 한일 병합 조약을 체결한 장소이기도 하였으며 통감부가 조선총독부로 개편되면서 관저 터로 남게 되었다.
2016년 서울특별시가 일본군 위안부 할머니들의 증언록과 피해기록 그리고 일제의 만행 등을 기록한 내용을 중심으로 기억의 터가 만들어지게 되었으며 체험과 인권 및 평화 이야기를 나눌 수 있는 공간으로 조성되었다.
이후 건립에 참여한 민중 화가 임옥상의 성추행 논란으로 인해 2023년경 《대지의 눈》, 《세상의 배꼽》이 철거되었다.

## 작품
- 하야시 곤스케 동상대 : 하야시 곤스케의 동상이 세워졌던 동상대로 거꾸로 세워져서 전시하고 있다.
- 통감관저터 : 을사조약 ~ 한일강제병합기까지 조선통감이 머물렀던 관저이다. 비석 글씨는 신영복 교수가 필적하였다.

## 철거된 작품
- 대지의 눈 : 사람의 눈을 뜬 모습을 형상화한 공간으로 위안부 피해 할머니들의 증언록과 피해 기록 등이 새겨져 있다.
- 세상의 배꼽 : 기억하지 않는 역사는 되풀이된다는 글귀를 새긴 공간으로 한국어, 영어, 일본어, 중국어 순으로 새겨져있다.

## 같이 보기
- 위안부
- 일본군 위안부 피해자 목록
- 수요집회
- 나눔의 집
- 정의기억재단
- 윤미향
- 이토 히로부미
- 하야시 곤스케
- 소네 아라스케
- 데라우치 마사타케
- 이완용
- 통감부

## 연계 및 참조
- 우리가 만드는 미래 - 일본군 위안부 기억의 터